# Тім Гатчінсон
Тімоті «Тім» Гатчінсон (англ. Timothy «Tim» Hutchinson; нар. 11 серпня 1949, Бентонвіль, Арканзас) — американський політик, сенатор США від Арканзасу з 1997 по 2003. Член Республіканської партії.
У 1972 році він отримав ступінь бакалавра в Університеті Боба Джонса, а у 1990 — магістра в Університеті Арканзасу. Він працював пастором і викладав історію в Університеті Джона Брауна.
Представляв 3-й округ штату Арканзас у Палаті представників США з 1993 по 1997. На цій посаді його замінив брат Аса.
Гатчінсон є баптистом.